# دوآب (دماوند)
دوآب (دماوند)، روستایی از توابع بخش مرکزی شهرستان دماوند در استان تهران ایران است. مردم این روستا از قومیت طبری هستند و به زبان طبری دماوندی که گویشی از زبان مازندرانی می‌باشد صحبت می‌کنند.

## جمعیت
این روستا در دهستان جمع‌آبرود قرار دارد و براساس سرشماری مرکز آمار ایران در سال ۱۳۸۵، جمعیت آن ۳۶ نفر (۱۴خانوار) بوده‌است.